# (483002) 2014 QS441
(483002) 2014 QS441 ist ein großes transneptunisches Objekt im Kuipergürtel, das bahndynamisch als erweitertes Scattered Disk Object (DO) oder als Cubewano (CKBO) eingestuft wird. Aufgrund seiner Größe gehört der Asteroid möglicherweise zu den Zwergplanetenkandidaten.

## Entdeckung
2014 QS441 wurde am 19. August 2014 von einem Astronomenteam im Rahmen des Dark Energy Survey–Projekts mit dem 4,0–m–Víctor M. Blanco–Teleskop (DECam) am Cerro Tololo-Observatorium (Chile) entdeckt. Der Planetoid erhielt später von der IAU die Kleinplaneten-Nummer 483002.
Nach seiner Entdeckung ließ sich 2014 QS441 auf Fotos bis zum 19. September 1998, die im Rahmen des Sloan Digital Sky Survey–Programmes (SDSS) am Apache-Point-Observatorium (New Mexico) gemacht wurden, zurückgehend identifizieren und so seinen Beobachtungszeitraum um 16 Jahre verlängern, um so seine Umlaufbahn genauer zu berechnen. Seither wurde der Planetoid durch verschiedene erdbasierte Teleskope beobachtet. Im Dezember 2017 lagen insgesamt 94 Beobachtungen über einen Zeitraum von 19 Jahren vor. Die bisher letzte Beobachtung wurde im September 2016 wiederum am Cerro Tololo-Observatorium durchgeführt. (Stand 19. März 2019)

## Eigenschaften

### Umlaufbahn
2014 QS441 umkreist die Sonne in 320,59 Jahren auf einer leicht elliptischen Umlaufbahn zwischen 43,11 AE und 50,57 AE Abstand zu deren Zentrum. Die Bahnexzentrizität beträgt 0,080, die Bahn ist 37,91° gegenüber der Ekliptik geneigt. Derzeit ist der Planetoid 44,54 AE von der Sonne entfernt. Das Perihel durchläuft er das nächste Mal 2062, der letzte Periheldurchlauf dürfte also im Jahre 1741 erfolgt sein.
Marc Buie (DES) klassifiziert den Planetoiden als erweitertes SDO (ESDO bzw. DO), während vom Minor Planet Center keine spezifische Einstufung existiert; letzteres ordnet ihn als Nicht–SDO und allgemein als «Distant Object» ein. Das Johnston’s Archive führt ihn dagegen als Cubewano auf, wobei er zu den bahndynamisch «heißen» klassischen KBO gehören würde.

### Größe
Derzeit wird von einem Durchmesser von 343 km ausgegangen, basierend auf einem Rückstrahlvermögen von 8 % und einer absoluten Helligkeit von 5,7 m. Ausgehend von diesem Durchmesser ergibt sich eine Gesamtoberfläche von etwa 370.000 km2. Die scheinbare Helligkeit von 2014 QS441 beträgt 22,16 m.
Da es denkbar ist, dass sich 2014 QS441 aufgrund seiner Größe im hydrostatischen Gleichgewicht befindet und somit weitgehend rund sein könnte, erfüllt er möglicherweise die Kriterien für eine Einstufung als Zwergplanet. Mike Brown geht davon aus, dass es sich bei 2014 QS441 um vielleicht einen Zwergplaneten handelt.
| Jahr                                         | Abmessungen km | Quelle   |
| -------------------------------------------- | -------------- | -------- |
| 2018                                         | 368,0          | Johnston |
| 2018                                         | 343,0          | Brown    |
| Die präziseste Bestimmung ist fett markiert. |                |          |